# 중국의 전지

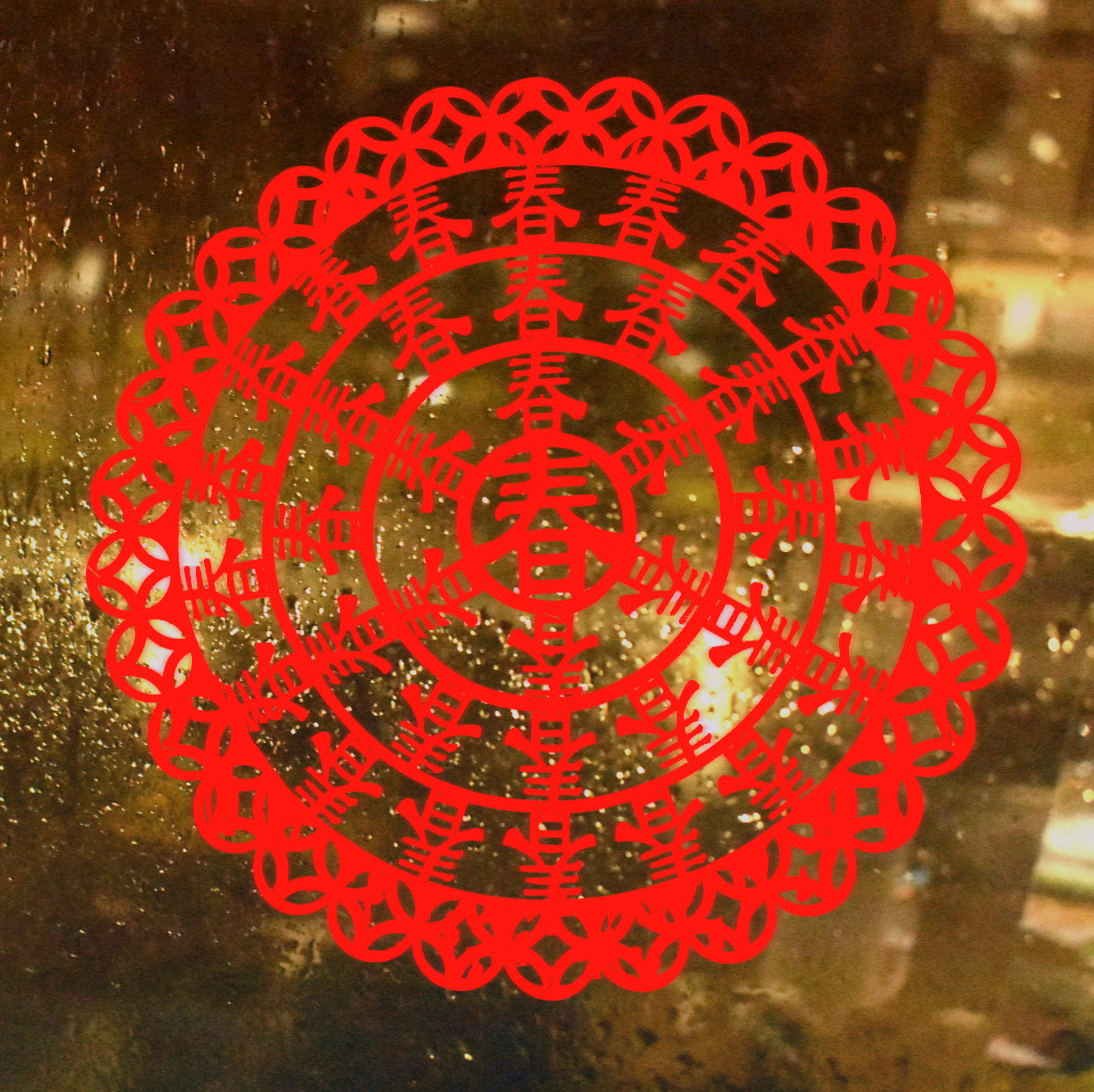

중국에서 전지(중국어: 剪紙, 병음: jiònzhī)는 한나라의 궁정 관리인 채륜이 종이를 발명한 서기 2세기로 거슬러 올라간다.
중국 전지 (공예)는 종이가 개발되던 시절부터 이어져 온 귀중한 중국 전통 예술이다. 전지는 종이에 대한 접근성이 높아짐에 따라 문과 창문을 장식하는 방법으로 인기를 끌었다. 이러한 정교한 전지 디자인은 가위나 아트워크 칼을 사용하여 만들어지며 기호, 동물 등 다양한 모양을 포함할 수 있다. 종이의 가격이 저렴해지면서 전지는 중국 민속 예술의 가장 중요한 유형 중 하나가 되었다. 나중에 이 예술 형식은 세계의 다른 지역으로 확산되었으며, 각 지역은 고유한 문화 스타일을 채택했다. 전지는 문과 창문을 장식하는 데 자주 사용되기 때문에 "창화"(窗花)라고도 한다. 이러한 종이 장식은 종종 창문 외부에 접착되므로 내부의 빛이 전지의 네거티브 공간을 통해 빛난다. 중국 문화에서 빨간색은 축제와 행운을 상징하기 때문에 일반적으로 작품은 빨간색 종이로 만들어지지만 다른 색상도 사용된다. 일반적으로 전지 작품은 춘절, 결혼식, 출산과 같은 축제에 사용된다. 전지 작품은 행운과 행복을 상징하는 것으로 간주된다.

## 같이 보기
- 중국의 미술
- 전지 (공예)